# Ivan den stores klocktorn

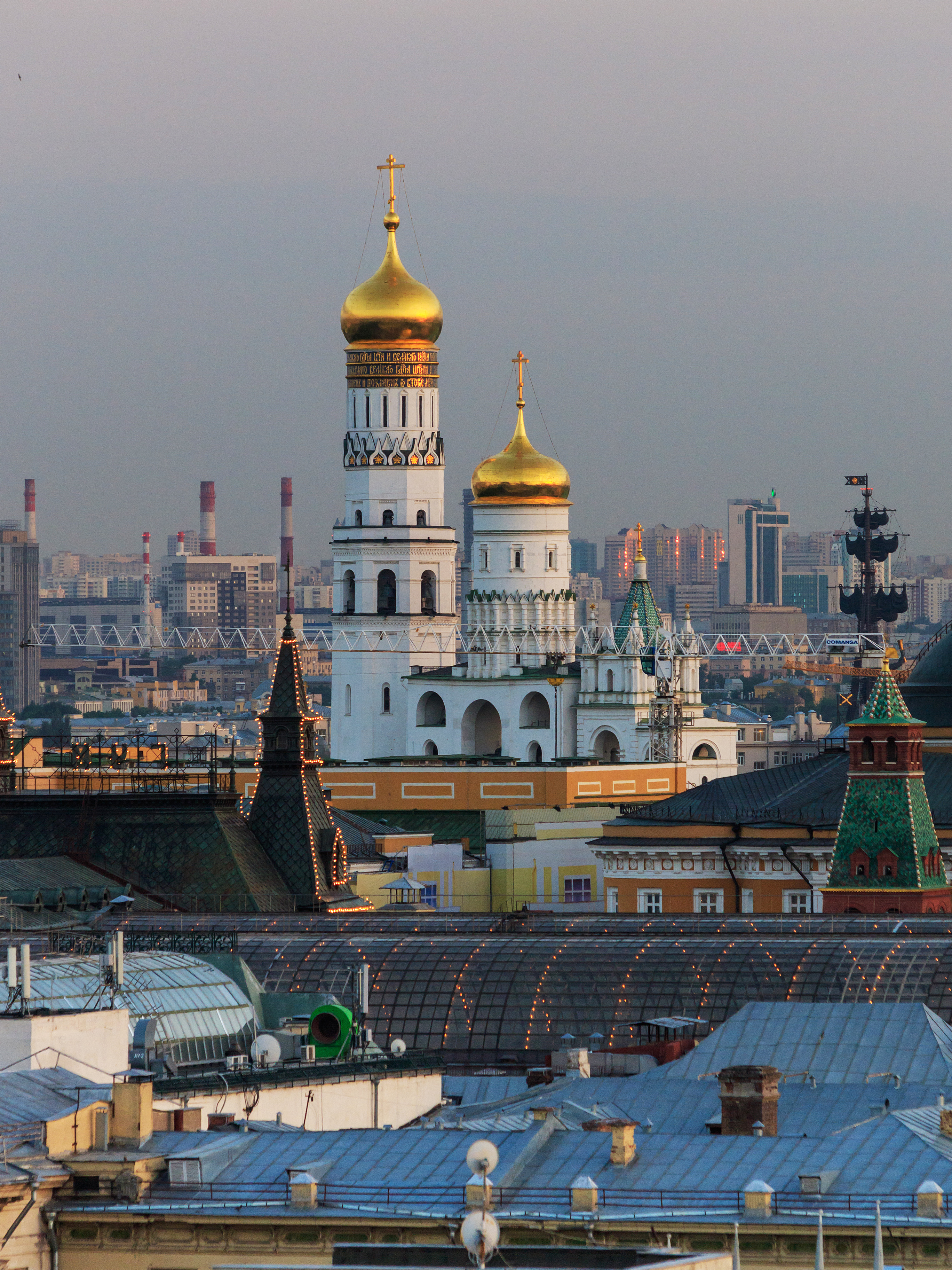
Ivan den stores klocktorn

Ivan den stores klocktorn (ryska: Колокольня Ивана Великого, Kolokolnja Ivana Velikovo) är det högsta av klocktornen i Kreml i Moskva, 81 meter högt. Klocktornet byggdes år 1508 och var Moskvas högsta byggnad fram till 1883, då Kristus Frälsarens katedral byggdes. Klocktornet står i nordöstra hörnet av Katedraltorget, och byggdes som klocktorn för de tre katedralerna vid torget, Uspenskijkatedralen, Ärkeängelskatedralen och Marie bebådelsekatedralen, vilka saknar eget klocktorn. Ivan den stores klocktorn sägs utgöra Moskvas exakta geografiska mittpunkt.
Det finns en välspridd men faktamässigt tveksam legend, som säger att när Napoleon I intog Moskva år 1812 hörde han att korset på Marie bebådelsekatedralens mittersta kupol var gjort av massivt guld. Han gav genast order om att det skulle tas ner, men han förväxlade katedralen med Ivan den stores klocktorn, som bara hade ett förgyllt järnkors. Korset stod emot alla fransmännens försök att demontera det. Till slut erbjöd sig en rysk bonde att ta sig upp på kupolen och han lyckades få ner korset. När han bad Napoleon om en belöning blev han skjuten för att ha svikit sitt fosterland.